# (2480) Papanov
(2480) Papanov es un asteroide que forma parte del cinturón de asteroides y fue descubierto por Liudmila Ivánovna Chernyj el 16 de diciembre de 1976 desde el Observatorio Astrofísico de Crimea, en Naúchni.

## Designación y nombre
Papanov se designó inicialmente como 1976 YS1.
Más tarde, en 1988, fue nombrado en honor del actor soviético Anatoli Papanov (1922-1987).

## Características orbitales
Papanov orbita a una distancia media de 2,225 ua del Sol, pudiendo acercarse hasta 1,958 ua y alejarse hasta 2,493 ua. Su inclinación orbital es 2,918 grados y la excentricidad 0,1202. Emplea en completar una órbita alrededor del Sol 1213 días.

## Características físicas
La magnitud absoluta de Papanov es 13,1 y el periodo de rotación de 3,095 horas.